# Бргљез лончар
Бргљез лончар (лат. Sitta neumayer) је мала птица певачица која се гнезди од Хрватске на исток, преко Грчке и Турске, до Ирана. Бргљез лончар је углавном станарица, осим неких расејавања након гнежђења. Источни бргљез лончар (Sitta tephronota) је посебна врста, која се јавља даље на исток у јужно-централној Азији.

## Таксономија
Бргљеза лончара је формално описао зоолог Георг Кристијан Карл Вилхелм Михахел у свом "Isis von Oken 23" 1830. године. грчке речи "σιττη" "sittē" - птица попут детлића коју помињу Аристотел, Калимах и Исихије. Специфични епитет neumayer је дат у част Франца Јозефа Нојмајера (1791-1840), био је аустријски учитељ, природњак, трговац птицама, колекционар у Далмацији, Хрватска.
Плиније Старији је веровао да су управо ове птице инспирисале човека да гради домове од земље по узору на гнезда бргљеза лончара.

### Подврсте
Описано је 5 подврста Sitta neumayer:
- Sitta neumayer neumayer (Michahelles, 1830) - ова подврста југоисточне Европе је тамносива одозго и има дугу, јаку црну пругу око очију. Има бело грло и доњи део тела који се сенчи до жућкастог на стомаку. Полови су слични, а младе птице су нешто тамније верзије одраслих. Две друге расе на западу њеног азијског ареала су сличне, али мање изражене
- Sitta neumayer siriaca (Temminck, 1835) - Грчка, западна и централна Турска до Сирије, Либана и Израела
- Sitta neumayer rupicola (Blanford, 1873) - од далеке источне Турске до северног Ирака и северног Ирана
- Sitta neumayer tschitscherini (Zarudny, 1904) - западни Иран. Блеђе сиве боје одозго и има много слабију очну пругу
- Sitta neumayer plumbea (Koelz, 1950) - из јужног Ирана, подсећа на tschitscherini, али има сиви доњи део[2]

## Опис
Бргљез лончар је 13,5 цм дугачак, нешто мањи од брзеља, и има типичну велику главу, кратак реп и снажан кљун и прсте. Има дуге ноге и дугачак кљун у поређењу са већином својих сродника.

## Станиште
Бргљез лончар је птица повезана са стаништима са голим стенама, посебно у планинским пределима. Они на највећим надморским висинама могу се зими спустити ниже.

## Гнежђење
Ова територијална врста гради гнездо у облику флашице од блата, измета и длаке или перја у пукотини стене, пећини или испод надстрешнице на стени. Декоративни предмети могу се угурати у пукотине и рупе близу улаза у гнездо. Гнездо је обложено мекшим материјалима, а улаз је запечаћен блатом. Полаже се 4-10 јаја, која су бела са жутим мрљама.

## Оглашавање
Бргљез лончар има "цик" оглашавање и трилер "туи туи туи". Уобичајен је у одговарајућим стаништима у већем делу свог ареала.

## Исхрана
Лети се храни инсектима и пауцима, а зими семенкама и пужевима . Храни се на земљи, а веће предмете ће заглавити у пукотинама стена док их отвара својим снажним кљуном. Такође ће хватати муве.